# Tremplins de Lysgårds
Les tremplins de Lysgård ou Lysgårdsbakken sont des tremplins de saut à ski situés à Lillehammer en Norvège. Construits en 1993, ils accueillent les compétitions de saut à ski et des sauts du combiné nordique des Jeux olympiques d'hiver de 1994. Le site est capable d'accueillir 35 000 personnes. Il est également utilisé pour les cérémonies d'ouverture et de clôture des mêmes Jeux.
Ces tremplins de Lysgård, de concert avec Holmenkollen à Oslo et Granåsen à Trondheim, sont les plus importants tremplins de saut à ski de Norvège.

## Construction

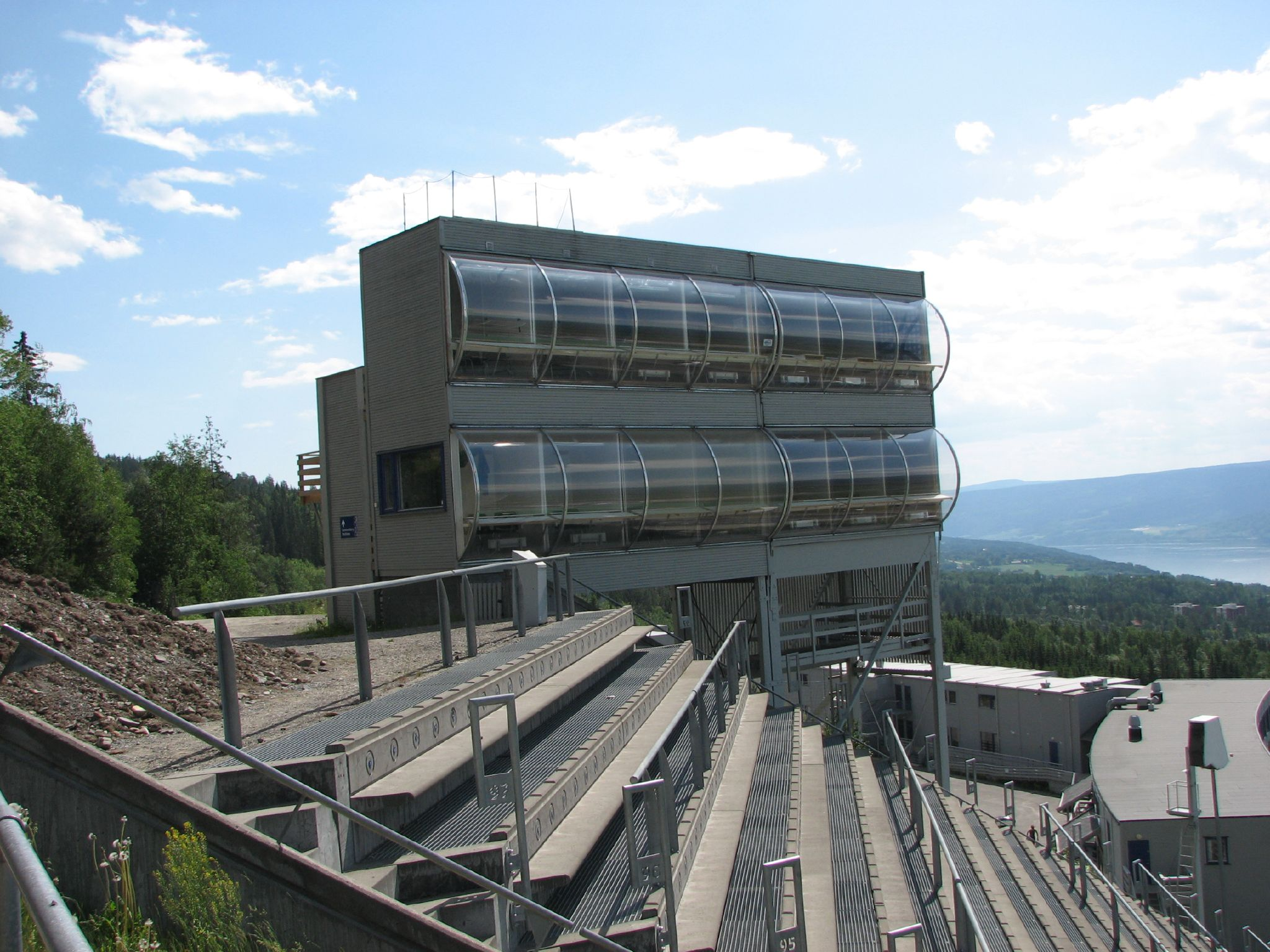
Stands et cabines des commentateurs.

Au moment de l'attribution des Jeux olympiques d'hiver de 1994 à Lillehammer, il est prévu d'utiliser le tremplin de Balberg (en), qui existe déjà à Fåberg au nord de Lillehammer. Ce site est cependant rejeté par les diffuseurs des Jeux et la construction d'un nouveau site à Lysgård est décidée. Le financement du site est assuré par une subvention accordée par le parlement norvégien le 1er août 1990. L'entreprise d'architecture Økaw Arkitekter (en) est engagée. La construction des tremplins dure de 1990 à décembre 1992. La zone des places assises est faite avec des éléments de béton préfabriqués et des barres de métal. Des bâtiments temporaires et des installations pour la cérémonie d'ouverture sont mis en place en décembre 1993 et démontés après les jeux. Cela inclut 70 cabines de commentateurs, un centre de médias et des bureaux pour le personnel technique. Le site est construit en partie sous le niveau du sol pour protéger les athlètes du vent et pour limiter l'impact visuel des tremplins. L'association nationale des architectes norvégiens lui attribue le Betongtavlen (en), un prix qui récompense une construction où le béton est bien utilisé en termes environnementaux, esthétiques et techniques, en 1993. En 2007, le grand tremplin est rénové. Le point K passe de 120 à 123. De plus, du plastique est installé pour que les deux tremplins puissent être utilisés en été.

## Description

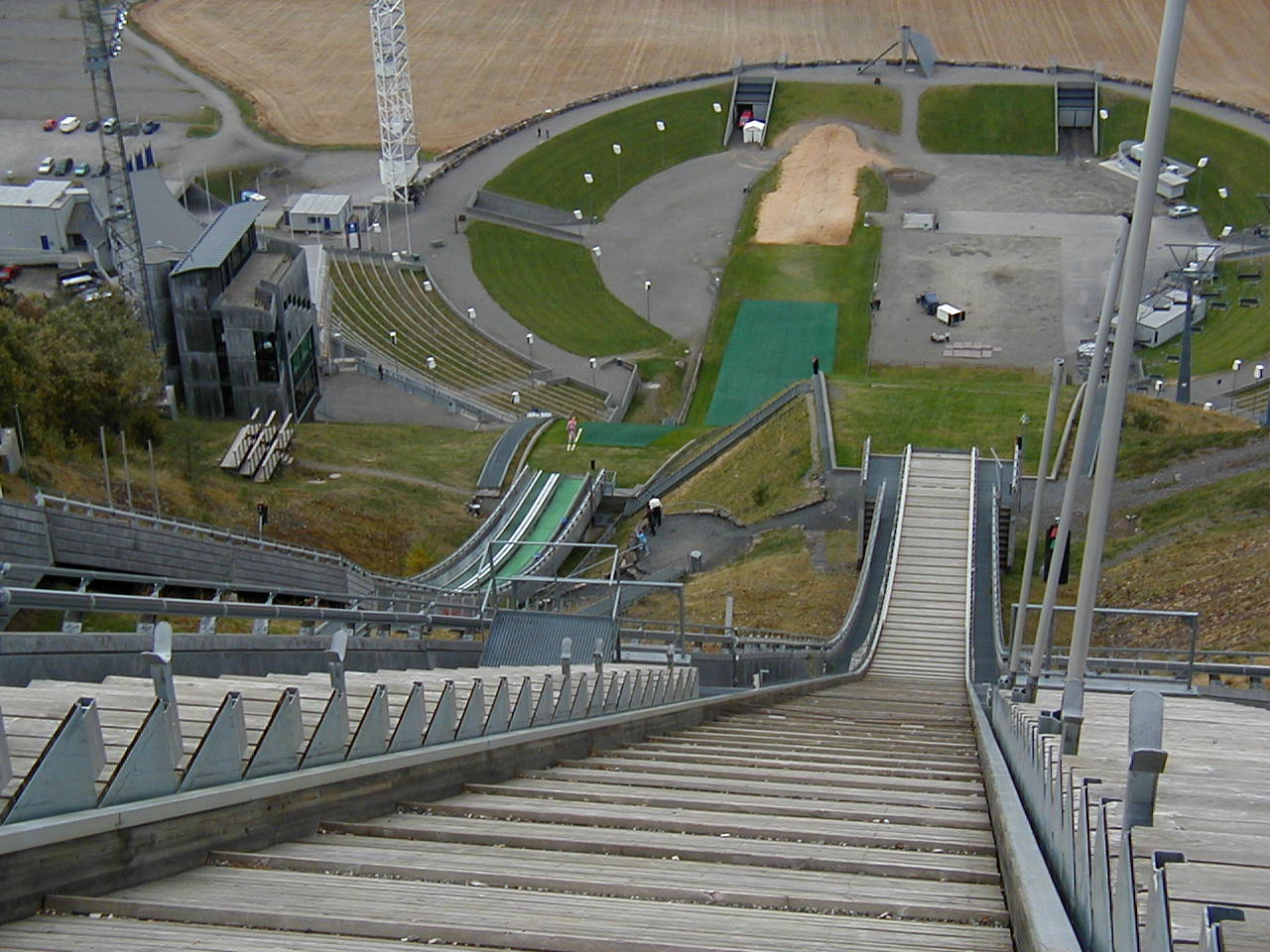
Vue depuis le grand tremplin avant la rénovation de 2007.

Le site a une capacité de 35 000 places dont 7 500 places assises. En outre, jusqu'à 25 000 personnes peuvent suivre les Jeux depuis des zones libres proches du site. En plus des tremplins, il y a le bâtiment de départ, une tour pour les juges qui comprend un espace de bureaux pour les organisateurs et les juges, un bâtiment pour les médias et une salle technique sous les stands. Il y a aussi une installation qui produit de la neige à haute pression. La tour du grand tremplin est accessible par un télésiège. Pendant les Jeux olympiques, les spectateurs se rendent aux tremplins principalement par le rail.
Le tremplin « normal » a un point K à 90 mètres et une taille (HS) de 100 mètres. Sa hauteur est de 112 mètres et la piste d'élan est longue de 82 mètres. Avant 2007, le grand tremplin avait un point K à 120 mètres, une hauteur de 137 mètres et une piste d'élan de 96,6 mètres. Depuis 2007, le « HS » est de 138 mètres, et le point K de 123 mètres.

## Compétitions

### Jeux olympiques
Pendant les Jeux olympiques d'hiver de 1994, le site accueille les trois épreuves de saut à ski, les deux épreuves de combiné nordique et les cérémonies d'ouverture et de clôture. Les épreuves de saut à ski sont le petit tremplin individuel, le grand tremplin individuel et le grand tremplin par équipes et les épreuves de combiné nordique sont le petit tremplin individuel et par équipes.
Le site a également accueilli la cérémonie d'ouverture et les épreuves de saut à ski des Jeux olympiques de la jeunesse 2016.

### Coupe du monde de saut à ski

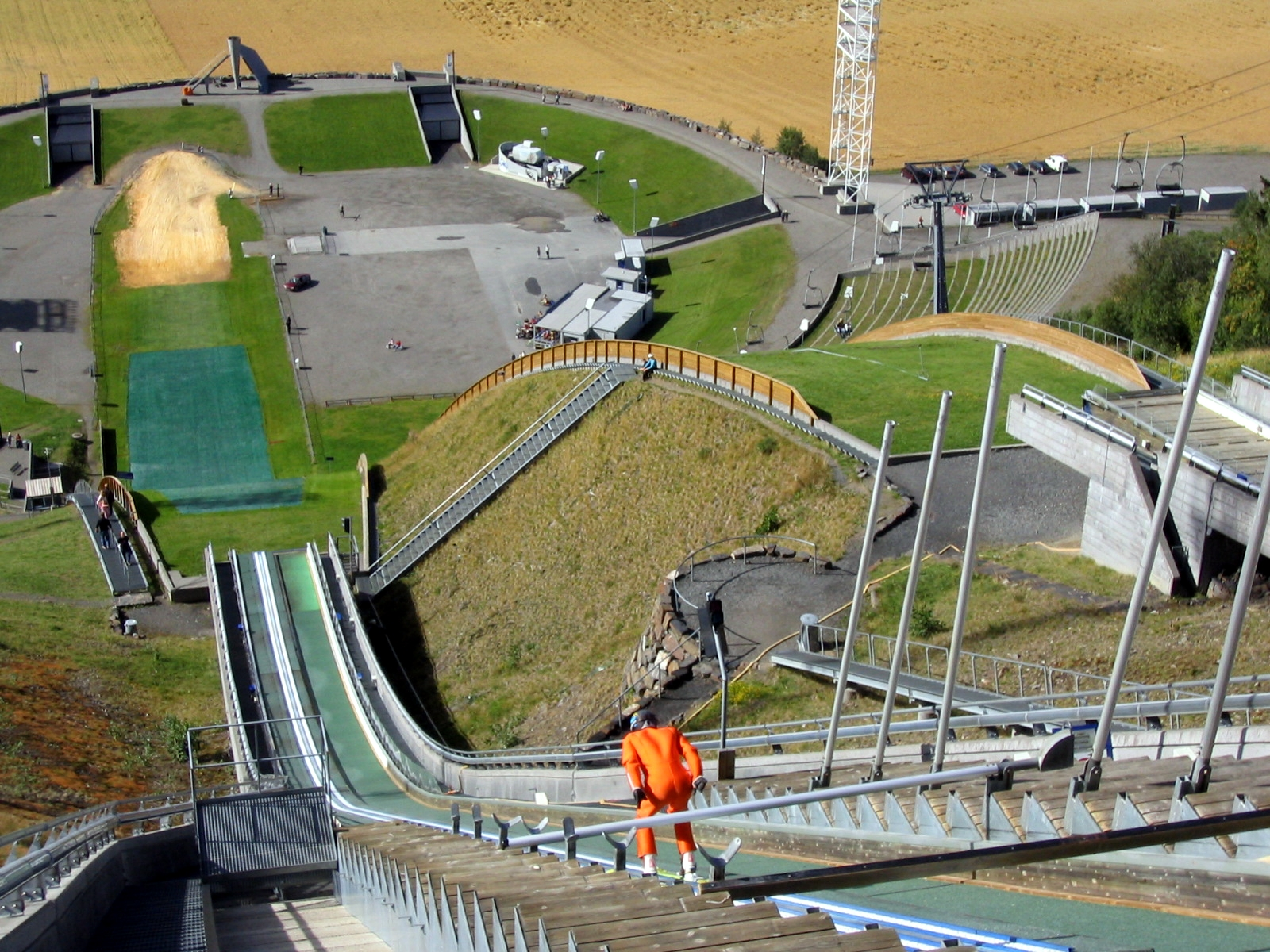
Les tremplins en été 2004.

Dans le cadre de la Tournée nordique, une étape annuelle de la Coupe du monde de saut à ski est organisé sur le tremplin K-120 de Lysgård.
Ce site accueille le 3 décembre 2011 la toute première épreuve de la Coupe du monde féminine de saut à ski sur le tremplin K-90,. À cette occasion, afin de promouvoir le saut à ski féminin, la FIS a choisi de coupler ce concours avec la troisième épreuve de coupe du monde 2011/2012 masculine, exceptionnellement également sur le K-90 au lieu de l'habituel K-120 ; les manches des dames et des hommes sont intercalées, pour une retransmission télévisée continue de 2h30.
Le tremplin K-90 de Lysgård est également choisi pour l'ouverture de la saison de Coupe du monde de saut à ski 2012/2013 avec pour la toute première fois une compétition par équipes mixtes le 23 novembre 2012, suivie le 24 novembre 2012 par l'ouverture de la saison de coupe du monde féminine, puis de la saison masculine. Le 25 novembre, une autre compétition masculine a lieu sur le K-120 de Lysgård.

### Coupe du monde de combiné nordique
Le Tremplin de Lysgård accueille assez régulièrement la Coupe du monde de combiné nordique depuis 1993. Les courses de ski de fond sont disputées au Sjusjøen Skisenter depuis sa construction en 2003.